# العلاقات الأردنية البيلاروسية
العلاقات الأردنية البيلاروسية هي العلاقات الثنائية التي تجمع بين الأردن وروسيا البيضاء.

## مقارنة بين البلدين
هذه مقارنة عامة ومرجعية للدولتين:
| وجه المقارنة                                              | الأردن                   | روسيا البيضاء                    |
| --------------------------------------------------------- | ------------------------ | -------------------------------- |
| المساحة (كم2)                                             | 89.34 ألف                | 207.60 ألف                       |
| عدد السكان (نسمة)                                         | 9.81 مليون               | 9.50 مليون                       |
| الكثافة السكانية (ن./كم²)                                 | 109.81                   | 45.76                            |
| العاصمة                                                   | عمان                     | مينسك                            |
| اللغة الرسمية                                             | اللغة العربية            | اللغة البيلاروسية، اللغة الروسية |
| العملة                                                    | دينار أردني              | روبل بلاروسي                     |
| الناتج المحلي الإجمالي (بليون دولار)                      | 40.07 مليار              | 54.44 مليار                      |
| الناتج المحلي الإجمالي (تعادل القوة الشرائية) بليون دولار | 82.80 مليار              | 168.35 مليار                     |
| الناتج المحلي الإجمالي الاسمي للفرد دولار أمريكي          | 4.94 ألف                 | 5.74 ألف                         |
| الناتج المحلي الإجمالي للفرد دولار أمريكي                 | 12.05 ألف                | 18.18 ألف                        |
| مؤشر التنمية البشرية                                      | 0.748                    | 0.798                            |
| رمز المكالمات الدولي                                      | +962                     | +375                             |
| رمز الإنترنت                                              | .jo                      | .by، .бел                        |
| المنطقة الزمنية                                           | ت ع م+02:00، ت ع م+03:00 | ت ع م+03:00                      |

## منظمات دولية مشتركة
يشترك البلدان في عضوية مجموعة من المنظمات الدولية، منها:
| علم المنظمة | اسم المنظمة                               | تاريخ انضمام الأردن | تاريخ انضمام روسيا البيضاء |
| ----------- | ----------------------------------------- | ------------------- | -------------------------- |
|             | مؤسسة التمويل الدولية                     | 20 يوليو 1956       | 2 نوفمبر 1992              |
|             | منظمة حظر الأسلحة الكيميائية              | ?                   | ?                          |
|             | الأمم المتحدة                             | 14 ديسمبر 1955      | 24 أكتوبر 1945             |
|             | الاتحاد الدولي للاتصالات                  | 20 مايو 1947        | 7 مايو 1947                |
|             | منظمة الشرطة الجنائية الدولية             | ?                   | ?                          |
|             | البنك الدولي للإنشاء والتعمير             | 29 أغسطس 1952       | 10 يوليو 1992              |
|             | الاتحاد البريدي العالمي                   | ?                   | ?                          |
|             | المركز الدولي لتسوية المنازعات الاستشارية | 29 نوفمبر 1972      | 9 أغسطس 1992               |
|             | وكالة ضمان الاستثمار متعدد الأطراف        | 12 أبريل 1988       | 3 ديسمبر 1992              |
|             | يونسكو                                    | 14 يونيو 1950       | 12 مايو 1954               |

## وصلات خارجية
- موقع وزارة الخارجية الأردنية
- موقع وزارة الخارجية البيلاروسية